# Fosfodiestaraza I
Fosfodiestaraza I (EC 3.1.4.1, 5'-eksonukleaza, 5'-fosfodiesteraza, 5'-nukleotidna fosfodiesteraza, oligonukleatna 5'-nukleotidohidrolaza, 5' nukleotid fosfodiesteraza/alkalinska fosfodiesteraza I, 5'-NPDaza, 5'-PDaza, 5'-PDE, 5'NPDE, alkalinska fosfodiesteraza, nukleotid pirofosfataza/fosfodiesteraza I, ortofosforna diestarska fosfohidrolaza, PDE I, fosfodiesteraza, eksonukleaza I) je enzim sa sistematskim imenom oligonukleotid 5'-nukleotidohidrolaza. Ovaj enzim katalizuje sledeću hemijsku reakciju
hidrolitički sukcesivno uklanja 5'-nukleotide sa 3'-hidroksi kraja oligonukleotida
Ovaj enzim hidrolizuje ribonukleotide i dezoksiribonukleotide.

## Spoljašnje veze
- Phosphodiesterase+I на 